# USS Sioux City
Pour les articles homonymes, voir Sioux City.
L'USS Sioux City (LCS-11) est un littoral combat ship de classe Freedom de l’United States Navy. C’est le premier navire nommé d’après Sioux City, la quatrième plus grande ville de l’Iowa,.

## Conception
En 2002, l’US Navy a lancé un programme visant à développer le premier d’une flotte de littoral combat ships. La Navy a d’abord commandé deux navires monocoques à Lockheed Martin, qui sont devenus connus sous le nom de navires de combat côtiers de classe Freedom d’après le premier navire de la classe, l’USS Freedom,. Les navires de combat côtiers aux numéros impairs de l’US Navy sont construits en utilisant la conception monocoque de classe Freedom, tandis que les navires aux numéros pairs sont basés sur une conception concurrente à coque trimaran, la classe Independence de General Dynamics. La commande initiale de navires de combat côtiers concernait un total de quatre navires, dont deux de la classe Freedom. L’USS Sioux City est le sixième navire de combat côtier de classe Freedom à être construit.
L’USS Sioux City comprend des améliorations de stabilité supplémentaires par rapport à la conception originale du Freedom. Le tableau arrière a été rallongé, et des réservoirs de flottabilité ont été ajoutés à l’arrière pour augmenter le poids et améliorer la stabilité. Le navire sera également équipé de capteurs automatisés pour permettre une « maintenance basée sur les conditions » et réduire le surmenage de l’équipage et les problèmes de fatigue que le navire de classe Freedom a rencontrés lors de son premier déploiement.

## Carrière
La cérémonie de « pose de la quille » a eu lieu le 19 février 2014, à Marinette (Wisconsin). Le navire a été construit par Fincantieri Marinette Marine et lancé le 30 janvier 2016 après avoir été baptisé par sa marraine Mary Winnefield, épouse de l’amiral James A. Winnefeld Jr., USN,.
L’USS Sioux City a été livré à la marine par Lockheed Martin et le chantier naval Marinette Marine le 22 août 2018, avec son sister-ship Wichita, lors d’une double livraison. Le navire a été mis en service à l’Académie navale des États-Unis à Annapolis, dans le Maryland, le 17 novembre 2018, puis affecté au Littoral Combat Ship Squadron Two.
En septembre 2020, l’USS Sioux City a été affecté au Commandement Sud des États-Unis, avec un détachement d’application de la loi de la Garde côtière des États-Unis à bord pour aider à mener des opérations de lutte contre le trafic de stupéfiants.

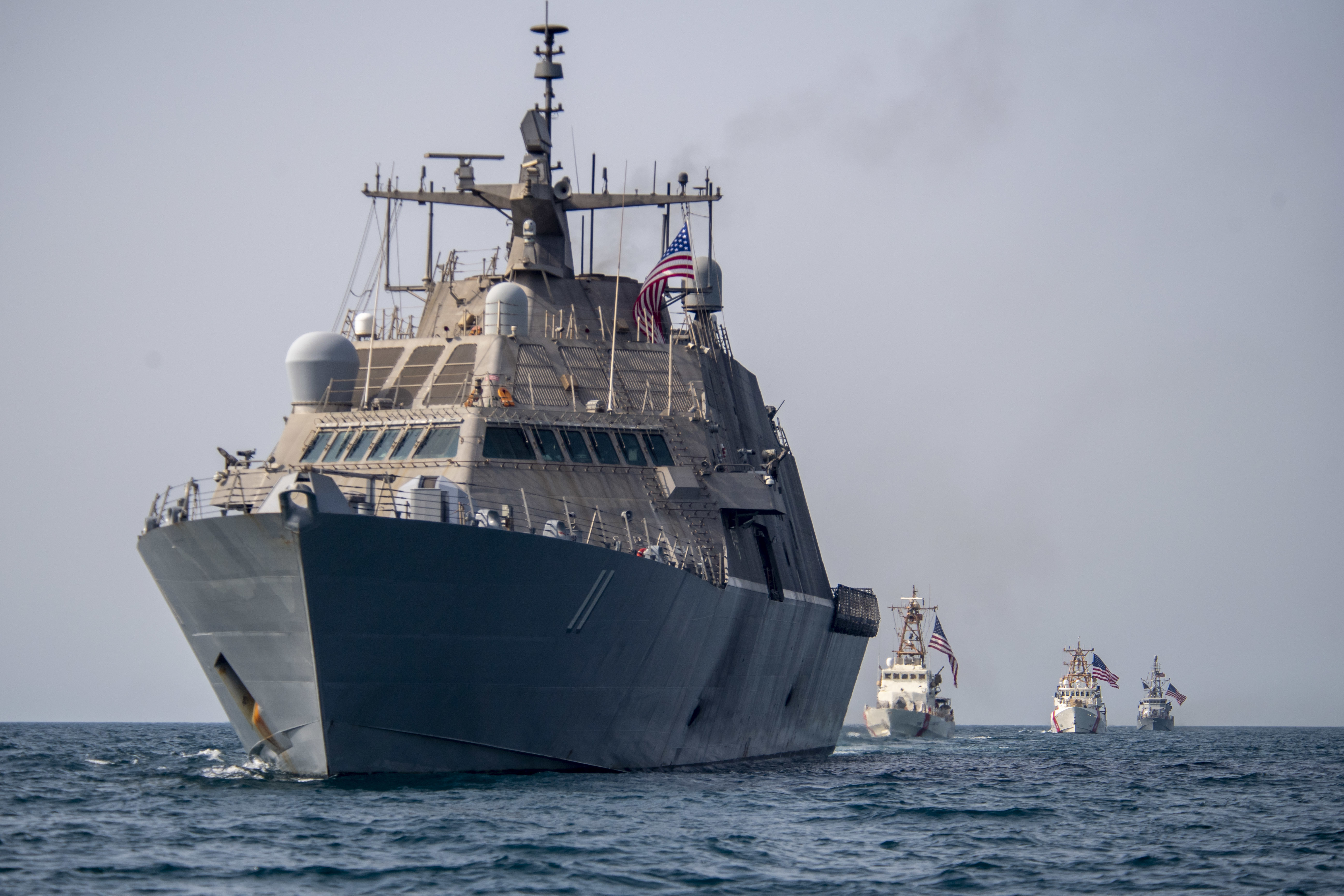
L’USS Sioux City mène une flottille internationale dans le golfe Persique en juin 2022

En mai 2022, l’USS Sioux City a été affecté à la Sixième flotte des États-Unis, alors qu’il était équipé d’un module de guerre de surface. À la fin du mois de mai, l’USS Sioux City est réaffecté à la Cinquième flotte des États-Unis et affecté à la Combined Task Force (CTF) 153 en mer Rouge.
Le 2 octobre 2022, l’USS Sioux City est arrivé à son port d'attache de Mayport après un déploiement de cinq mois, devenant ainsi le premier LCS à opérer dans la mer Baltique, la mer Méditerranée, la mer Rouge, le golfe d'Aden, le nord de la mer d'Arabie, le golfe d'Oman et le golfe Persique.
Le 14 août 2023, l’USS Sioux City a été désarmé à la base navale de Mayport.